# Pezicula coryli
Pezicula coryli är en svampart som först beskrevs av Louis René Tulasne, och fick sitt nu gällande namn av Tul. & C. Tul. 1865. Pezicula coryli ingår i släktet Pezicula och familjen Dermateaceae.   Inga underarter finns listade i Catalogue of Life.